# 大阪市立新東三国小学校
大阪市立新東三国小学校（おおさかしりつ しんひがしみくにしょうがっこう）は、大阪府大阪市淀川区にある公立小学校。

## 沿革
- 1982年4月1日 - 大阪市立東三国小学校から分離し、開校。

## 交通
- Osaka Metro御堂筋線 東三国駅北東500m
- JR京都線 東淀川駅北西800m